# Afroedura langi
Afroedura langi — вид геконоподібних ящірок родини геконових (Gekkonidae). Ендемік Південно-Африканської Республіки.

## Поширення і екологія
Afroedura langi мешкають в долині річки Мпумаланга, від південного заходу Лімпопо до північного сходу провінції Мпумаланга. Вони живуть серед скельних виступів в сухій савані лоувельд. Зустрічаються на висоті від 180 до 500 м над рівнем моря.